# Monopsyllus anisus
Monopsyllus anisus är en loppart som beskrevs av Rothschild 1907. Monopsyllus anisus ingår i släktet Monopsyllus och familjen fågelloppor. Inga underarter finns listade i Catalogue of Life.